# Maid or Man
Maid or Man è un cortometraggio muto del 1911 diretto da Thomas H. Ince.

## Produzione
Il film fu prodotto dall'Independent Moving Pictures Co. of America (IMP).

## Distribuzione
Il film - un cortometraggio di una bobina - uscì nelle sale statunitensi il 30 gennaio 1911, distribuito dalla Motion Picture Distributors and Sales Company. Copia della pellicola è conservata negli archivi del Museum of Modern Art.